# Cursești-Vale, Vaslui
Cursești-Vale este un sat în comuna Pungești din județul Vaslui, Moldova, România. ==== Generalități ====.
Cursești-Vale este o localitate în județul Vaslui, Moldova, România.
Satul Cursești Vale, vechi sat răzășesc de pe Valea Racovei se află la o distanță de circa 40 de kilometri de Vaslui și la 3 kilometri est de Pungești, centrul actual de comună. În Cursești scriitorul Ioan Adam a înființat în sec XIX prima bibliotecă sătească din România.  

#### Atestare documentară
Existența lui dacă ar fi să ne luăm după dovezile arheologice, se pierde în negura timpului dar adevărata atestare documentară o constituie un document din anul 1437 ce apare în „Cartea întâi a Racovei” al excelentului cercetător vasluian Dan Răvaru, document pe care cu voia domniei sale îl voi cita aici: „1437 (6345) mai 15 Vaslui7 Din mila lui Dumnezeu, noi Ilie Voievod, fratele domniei mele Ștefan Voievod, domnii Țării Moldovei, facem cunoscut, că această carte a noastră, tuturor celor care o vor vedea sau vor auzi citindu-se că această adevărată slugă a noastră, pan Tofan, ne-a slujit cu dreaptă și credincioasă slujbă. De aceea noi, văzând dreapta și credincioasa lui slujbă către noi, l-am miluit cu deosebita noastră milă și i-am întărit drept credincioasa lui vislujenie, cinci sate pe Racova, anume: Pungești, unde este casa lui, alt sat mai sus, Gârcinești, al treilea sat Luscești, al patrulea sat, unde este Cursec, al cincilea sat, unde este văratecul lor vechi din veac. Toate acestea să fie lui uric, cu tot venitul, lui, și copiilor lui, și nepoților lui, și răstrănepoților, și întregului neam, neclintit niciodată în veci. Iar hotarul acestor cinci sate să fie cu toate hotarele lor vechi, pe unde au folosit din veac, însă începând de la cei patru stejari, apoi drept la Dealul Racovei, până la Dealul Stemnicului, apoi la Dealul Lipovei, la deal, drept la cei patru stejari numiți mai înainte, la Racova. Acesta le este tot hotarul. Iar la acesta este credința domniei noastre, a mai sus scrișilor Ilie Voievod și Ștefan Voievod și credința boierilor noștri: credința panului Vâlcea și a copiilor lui, credința Panului Giurgiu de la Frătăuți și a copiilor lui, credința panului Cristea și a copiilor lui, credința panului Isaia și a copiilor lui, credința panului Hudici vornic și a copiilor lui, credința panului Neagoe logofăt și a copiilor lui, credința panului Negrilă și a copiilor lui, credința panului Giurgiu Piatră, credința panului Duma, vornic, credința panului Simeon Turcul și a copiilor lui, credința panului Pătru Ștefan, credința panului Costea a lui Dragoș, credința panului Șteful al lui Jumătate și a fratelui său pan Mândrea, credința panului Lazăr și a panului Stanciu postelnic, credința panului Dumă a lui Limbădulce, credința panului Bogdan stolnic, credința panului Beloșceasnic, credința panului Dumă a lui Isaia, credința panului Costici postelnic, credința panului Costea ceașnic, credința panului Albu, credința panului Stanciu comis, credința panului Dienici spătar și credința tuturor boierilor noștri mari și mici. Iar după viața noastră, cine va fi domn al țării noastre, Moldova, din copiii ori frații noștri, sau din neamul nostru, oricine, pe cine îl va alege Dumnezeu să fie, acela să nu clintească dania noastră, ci să o întărească, pentru că le-am dat pentru credincioasa lor slujbă. Iar pentru mai mare întărire a tuturor celor de mai sus scrise, am poruncit slugii noastre credincioase, pan Oancea logofăt să atârne pecetea noastră la această carte a noastră. A scris Sima, în târgul Vasluiului, în anul 6345 -1437 luna mai. 15.”  Numele de Cursec l-a purtat satul multă vreme și după aceea devenind cu timpul Cursești. Moșia răzășească a fost inițial împărțită pe 5 bătrâni apoi numai pe doi: Petrileștii și Mâțeștii. Familia Mâțeștilor vinde Mănăstirii Fâstâci în anul 1799  o parte din suprafața care-i revenea  și mai târziu  în anul 1816 provoacă ultima împărțire a moșiei răzășești și își vinde ce-i mai rămăsese logofătului Costache Ghica. Restul moșiei răzășești rămânând Petrileștilor până la desființarea răzășiilor și dispariția devălmășiei. Calculând după datele rămase de atunci aflăm că moșia Cursești avea circa 1200 de hectare teren cultivabil. Cursești Vale este și acum un sat patriarhal în care aerul este curat iar oamenii trăiesc mult. 

#### Personalități
În Cursești au funcționat ca învățători personalități precum scriitorul Ioan Adam, Constantin Tănase și Vasile Mitru.
În Cursești Vale s-au născut scriitorii Constantin Hușanu (1929) și Ioan Mititelu (Ioan Petrilă)(1947) precum și regizorul Bogdan Hușanu.